# Wenshu Yingzhen
Wenshu Yingzhen (chiń. 文殊応真 pinyin Wénshū Yīngzhēn; kor. 문수응진 Munsu Ŭngjin; jap. Monju Ōshin; wiet. Văn Thùa? Chân) – chiński mistrz chan ze szkoły yunmen.

## Życiorys
Był uczniem i spadkobiercą mistrza chan Deshana Yuanminga.
Żył i nauczał w Dingzhou w rejonie miasta Changde w prowincji Hunan.
Mistrz chan Wenshu Yingzhen wszedł do sali i wygłosił następujące słowa do mnichów: „Prosty hak chwyta ogniste smoki. Zakrzywiony hak chwyta krewetki, żaby i robaki. Czy są tu jakieś smoki?”
Po długiej przerwie Wenshu powiedział: „Nie ma zasługi za opracowanie tego.”

## Linia przekazu Dharmy zen
Pierwsza liczba oznacza liczbę pokoleń mistrzów od 1 Patriarchy indyjskiego Mahakaśjapy.
Druga liczba oznacza liczbę pokoleń od 28/1 Bodhidharmy, 28 Patriarchy Indii i 1 Patriarchy Chin.
- 39/12. Xuefeng Yicun (822–908)

- 40/13. Furong Lingxun (bd)
- 40/13. Jingqing Daofu (863–937) (także Shunde)
- 40/13. Cuiyan Yongming (bd)
- 40/13. Baofu Congzhan (zm. 928)

- 41/14. Zhaoqing Wendeng (884–972)
- 41/14. Baoci Wenqin (bd)
- 41/14. Yanshou Huilun (bd)

- 42/15. Guizong Daoquan (bd)

- 40/13. Xuansha Shibei (835–908)

- 41/14. Luohan Guichen (867–928)

- 42/15. Longji Shaoxiu (bd)
- 42/15. Tianbing Congyi (bd)
- 42/15. Qingqi Hongjin (bd)
- 42/15. Fayan Wenyi (885–958) szkoła fayan

- 40/13. Yunmen Wenyan (862–949) szkoła yunmen

- 41/14. Shuangquan Shikuang (bd)

- 42/15. Fuchang Weishan (bd)

- 41/14. Fengxian Congshen* (bd) *Daoshen?

- 42/15. Lianhua Fengxiang (bd)
- 42/15. Xiang Anzhu (bd)

- 41/14. Baling Haojian (bd)

- 42/15. Cheng Sansheng (bd)

- 41/14. Dongshan Shouchu (910-990)

- 42/15. Nanyue* Liangya (bd) *Fuyuan

- 43/16. Chenggu Jianfu (zm. 1045)

- 41/14. Deshan Yuanming (bd)

- 42/15. Wenshu Yingzhen (bd)
- 42/15. Bu’an Dao (bd)

- 43/16. Dongshan Xiaocong?

- 44/17. Fori Qisong (1007–1072)

- 41/14. Xianglin Chengyuan (908–987)